# Sint-Marcuskerk (Erbach)
De Sint-Marcuskerk (Duits: St. Markuskirche) is een katholieke kerk in Erbach, een dorp aan de Rijn dat op 1 januari 1977 stadsdeel werd van Eltville am Rhein. De kerk werd gewijd aan de evangelist Marcus, wiens zinnebeeld, een gevleugelde leeuw, in het wapen van Erbach voorkomt.

## Beschrijving

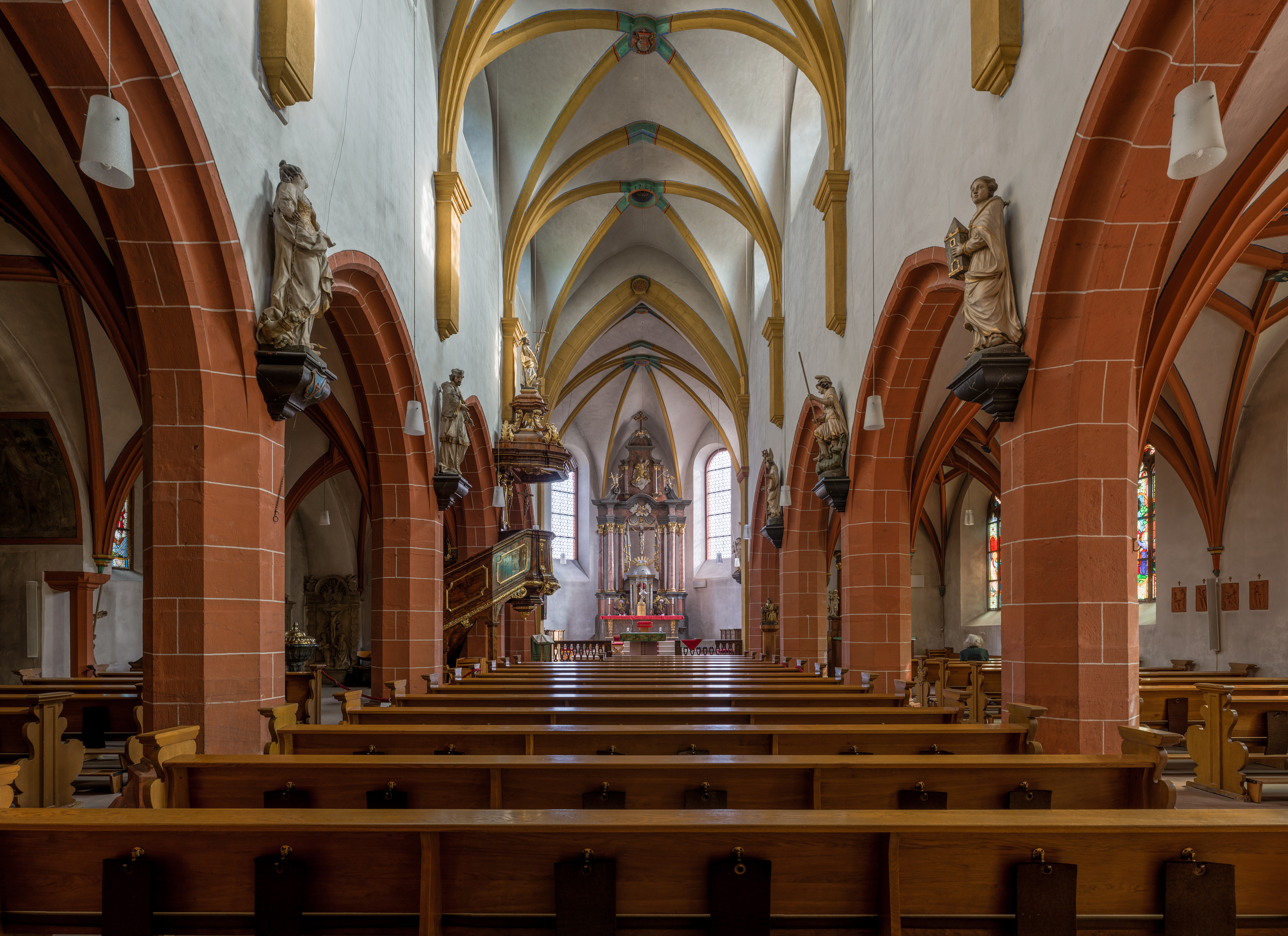
Interieur

Aantoonbaar is dat er sinds 1060/1072 in Erbach een kapel met eigen doop- en begrafenisrechten heeft gestaan, die tot 1250 bij het kerspel Eltville hoorde. Toen werd Erbach een zelfstandige parochie en de kapel tot parochiekerk verheven. Sinds 1258 is de evangelist Marcus de schutspatroon van het kerkgebouw. Aflaatdocumenten uit 1281, 1304 en 1324 wijzen op een bouwkundige vergroting van de oorspronkelijke kapel. 
De verbouwing tot een drieschepige hallenkerk van een lengte van drie traveeën met een klein koor volgde in de jaren 1477-1506. De bouw werd aangevangen met de westelijke toren, waarop het jaartal 1477 is aangebracht terwijl het derde travee van het zuidelijke zijschip het jaartal 1506 kent.       
Het godshuis werd in de jaren 1721-1723 vergroot met twee traveeën. Na deze verbouwing werd vanaf 1727 begonnen met de bouw van een koor. De gewelven van het middenschip van de kerk werden met 6 meter verhoogd, waardoor de kerk thans de indruk van een basiliek wekt.
De kerk is een voorbeeld van gotische bouw in een periode dat de late barok al in zwang was.
Op het aangrenzende kerkhof bevindt zich een kruisigingsgroep van de beeldhouwer Hans Backoffen. 

## Orgel
Het orgel werd in 1981 door Förster & Nicolaus Orgelbau (Lich) achter de nog bestaande historische orgelkas van Johannes Kohlhaas de Oudere gebouwd. Het sleepladeninstrument bezit 27 registers verdeepld over drie manualen en pedaal. Het eerste manuaal is als koppelmanuaal aangelegd. De speel- en registertracturen zijn mechanisch.